# SPLASH!
「SPLASH!」（スプラッシュ）は、日本の音楽ユニット・B'zの楽曲。2006年6月7日にVERMILLION RECORDSより42作目のシングルとして発売された。

## 概要
15thアルバム『MONSTER』からの先行シングルで、2006年3枚目のシングル。なお、B'zが1年に3枚以上シングルを出すのは2000年以来6年ぶり。
本作は初回特典としてB'z初のDVD付きシングル発売という形態を採用し、通常盤含む計4種で発売された。付属DVDには、2005年に行われた『B'z LIVE-GYM 2005 "CIRCLE OF ROCK"』からそれぞれ「愛のバクダン」、「パルス」、「Fever」のライブ映像が収録されている。それに伴い、ジャケットの色も4色用意された。通常盤はマキシシングルサイズのプラスチックケースで、初回盤（DVD付き）はトールケースのデジパック仕様となっている。
- レッド - 通常版
- グリーン - 「愛のバクダン」
- ブルー - 「パルス」
- イエロー - 「Fever」

本作のプロモーションで2006年6月5日放送のNHK総合テレビジョン『ポップジャム』に出演。NHKの番組への出演は約11年ぶりであった。また、同年6月9日放送のテレビ朝日『ミュージックステーション』にも出演した。

## 収録曲
| 全作詞: 稲葉浩志、全作曲: 松本孝弘、全編曲: 松本孝弘・稲葉浩志・徳永暁人。 |                                                                 |          |            |      |
| #                                                                          | タイトル                                                        | 作詞     | 作曲・編曲 | 時間 |
| 1.                                                                         | 「SPLASH!」                                                     | 稲葉浩志 | 松本孝弘   | 3:37 |
| 2.                                                                         | 「MVP」(ストリングスアレンジ:池田大介、ブラスアレンジ:鎌田真吾) | 稲葉浩志 | 松本孝弘   | 3:56 |
| 合計時間:                                                                  | 合計時間:                                                       | 7:33     |            |      |

| #  | タイトル                     | 作詞 | 作曲・編曲 |
| -- | ---------------------------- | ---- | ---------- |
| 1. | 「愛のバクダン」(ライブ映像) |      |            |

| #  | タイトル               | 作詞 | 作曲・編曲 |
| -- | ---------------------- | ---- | ---------- |
| 1. | 「パルス」(ライブ映像) |      |            |

| #  | タイトル              | 作詞 | 作曲・編曲 |
| -- | --------------------- | ---- | ---------- |
| 1. | 「Fever」(ライブ映像) |      |            |

## 楽曲解説
1. SPLASH!
  - それまで長く続いて来た生音によるロック路線の楽曲から離れ、打ち込み音などが比較的多く使われている楽曲。ドラムも音の重さは抑えられている。また、シングル曲としては初めて、松本のギターソロパートがない。
  - 歌詞は性行為や生殖、恋愛などといった「人間の生存現象」をテーマに描かれており、直接的な表現も少なからずある。
  - コーラス部分の歌詞が公開されている。
  - レコーディングとミックス・エンジニアにはジェイ・バウムガードナー、マスタリング・エンジニアにはテッド・ジャンセンが携わっている[8]。
  - MVの監督は、「IT'S SHOWTIME!!」以来となるライオネル・コールマンが担当しており、ストーリー性のある内容となっている[9]。
  - 本曲は英語バージョンが制作されており、曲名は「Splash」となる。2011年の北米ツアー『B'z LIVE-GYM 2011 -long time no see-』で演奏されたのがこの曲の初出しで、以降のライブでたびたび演奏された。その後、映像作品『B'z LIVE-GYM 2011 -C'mon-』に同名のライブでの演奏が収録された後、2012年リリースの配信限定アルバム『B'z』に収録。
  - オリジナルバージョンは『B'z NETWORK LIVE in Japan』以降、2020年に行われた無観客配信ライブ『B'z SHOWCASE 2020 -5 ERAS 8820-』のDay4までの約14年間演奏されておらず[10]、英語バージョンの方が演奏機会が多い。
2. MVP
  - ストリングスやホーン、街中のSE、打ち込み音などがふんだんに使われている。「SPLASH!」同様、こちらも松本のギターソロパートがない。
  - 15thオリジナル・アルバム『MONSTER』には未収録となったものの、アルバムツアー『B'z LIVE-GYM 2006 "MONSTER'S GARAGE"』で演奏された。その際、「Wonderful Opportunity」や、「恋心(KOI-GOKORO)」等と同様に、振り付けを交えての演奏となった。

## タイアップ
- ドワンゴ「いろメロミックス」CMソング（#1）

## 参加ミュージシャン

### レコーディング参加メンバー
- 松本孝弘:ギター、全曲作曲・編曲
- 稲葉浩志:ボーカル、全曲作詞・編曲
- 徳永暁人:ベース、全曲編曲
- 池田大介:ストリングスアレンジ（#2）
- シェーン・ガラース:ドラム
- 永田真希＆TAMA MUSIC Strings:ストリングス（#2）
- 上石統:トランペット（#2）
- 東條あづさ:トロンボーン（#2）
- 宮崎隆睦:アルトサックス（#2）
- 武田和大:バリトンサックス（#2）
- 鎌田真吾:ブラスアレンジ（#2）

### 特典DVDのツアー参加メンバー
- 松本孝弘:ギター
- 稲葉浩志:ボーカル
- 増田隆宣:キーボード
- シェーン・ガラース:ドラム
- 徳永暁人 (from doa):ベース
- 大田紳一郎 (from doa):ギター・コーラス

## 収録アルバム
SPLASH!
- MONSTER
- B'z The Best "ULTRA Pleasure"
- B'z The Best XXV 1999-2012

## ライブ映像作品
SPLASH!
- B'z LIVE-GYM 2006 "MONSTER'S GARAGE"
- B'z LIVE in なんば
- B'z LIVE in なんば 2006 & B'z SHOWCASE 2007 -19- at Zepp Tokyo
- B'z COMPLETE SINGLE BOX（特典DVD）
- B'z SHOWCASE 2020 -5 ERAS 8820- Day1〜5

MVP
- B'z LIVE-GYM 2006 "MONSTER'S GARAGE"